# Steirodon championi
Steirodon championi är en insektsart som först beskrevs av Henri Saussure och Francois Jules Pictet de la Rive 1898.  Steirodon championi ingår i släktet Steirodon och familjen vårtbitare. Inga underarter finns listade i Catalogue of Life.